# مارفين باجلي
مارفين باجلي (بالإنجليزية: Marvin Bagley III) هو لاعب كرة سلة أمريكي يلعب في مركز لاعب هجوم قوي الجسم في نادي سكرامنتو كينغز.

## روابط خارجية
- مارفين باجلي على موقع إن بي أي (الإنجليزية)
- مارفين باجلي على موقع سبورتس رفرنس (الإنجليزية)
- مارفين باجلي على موقع كرة السلة الأوروبية.كوم (الإنجليزية)
- مارفين باجلي على موقع إي إس بي إن.كوم (الإنجليزية)
- مارفين باجلي على موقع كلية كرة السلة في سبورتس رفرنس.كوم (الإنجليزية)
- مارفين باجلي على موقع ريلجم (الإنجليزية)
- مارفين باجلي على موقع بروبوليرز (الإنجليزية)